# Tim Coronel
Tim Alfa Coronel (Naarden, 1972. április 5. –) holland autóversenyző, jelenleg a SEAT León Eurocup résztvevője. Ikertestvére, Tom Coronel szintén sikeres autóversenyző, évek óta a Túraautó-világbajnokság meghatározó szereplője.

## Pályafutása
2009-ben a SUNRED Engineering csapatával vett részt a SEAT León Eurocup versenyein. Az év folyamán egy futamgyőzelmet és több dobogós helyezést szerzett, végül a negyedik helyen zárta az összetett értékelést. A valenciai versenyhétvégén Tim szerezte a mezőnyből a legtöbb pontot, melynek köszönhetően elindulhatott a Túraautó-világbajnokság cseh versenyén.

## Teljes túraautó-világbajnoki eredménysorozata
|  |  |  |  |  |  |  |  |  |  | 12 | 16 |  |  |  |  |  |  |  |  |  |  |  |  |

## Külső hivatkozások
- Profilja a Driver Database honlapján
- Hivatalos honlapja (hollandul)